# 黃霑
黃霑（1941年3月18日—2004年11月24日），本名黃湛森（英語：James Wong Jum-sum），字亦芹，另有筆名劉杰、陸郎、不文霑、詹嘯、久流、鐵樹等，後世尊稱「霑叔」，香港作曲家、填詞人、廣告人、作家、演員、導演、編劇和主持人及歌手，被視為香港跨媒體創作的代表人物，被譽為「一代鬼才」及「香江鬼才」。黃霑也曾與好友金庸、倪匡、蔡瀾一起獲大眾及傳媒冠以「香港四大才子」之譽。1989年至1990年間，黃霑又因與倪匡及蔡瀾一同主持亞洲電視經典成人清談節目《今夜不設防》，廣受觀眾歡迎，三人遂被傳媒並稱為「香港三大名嘴」。 此外，黃霑亦與盧國沾、鄭國江並列為香港粵語流行樂壇早期的三大填詞人。黃霑的出生日期與鄭國江同樣是1941年3月18日。2004年11月24日，黃霑因肺癌逝世，享壽63歲，逾萬名香港市民參加其追思會。

## 早年生活
黃霑本名黃湛森，籍贯廣東省廣州府番禺縣，父親是大地主，移居香港后曾担任太古煤仓苦力主管；1941年生於廣州市寶華路十六甫東街四巷的一座大宅裡，是妾出庶子，有兩個同母弟，在八兄弟姊妹中則排行第六。幼年在西關生活，稍長時遷居沙面，就讀於一所基督教的小學:15—19「基督教小學」。
1949年，時值國共內戰後期，親國民黨的黃家逃難至英屬香港，落戶深水埗區。他在德貞小學讀完五、六年級後，升上喇沙書院，因英文根底薄弱須從第七班開始讀起。
在學期間，受中文老師影響，他自此喜歡上中國文學，也在差不多時間開始向《中國學生周報》投稿。至於音樂方面，他最先接觸的是口琴，十一歲拜在口琴家梁日昭門下學藝，並跟隨師傅為電影和電台節目吹奏配樂——古今中外各種樂曲，從而認識了許多大師，開啟了音樂世界的大門；也當過學校口琴隊長，率領校隊屢獲校際音樂比賽獎項。1958年，黃霑報考中文、地理、生物、英文、中國文學與歷史、聖經、數學以及物理科，以中國文學與歷史的成績最佳，並畢業於喇沙書院中五年級。
1960年，他升讀香港大學中文系。同年，經梁日昭引薦，替呂紅、陳君能、許怡年、黃志恆等歌手填寫國語歌詞，共八首，包括改編自蘇格蘭民謠的《友誼萬歲》；又起了化名「黃霑」參加「第一屆星島業餘歌唱比賽」，進入十五強後被淘汰。
大學期間，他參加了學生會社會服務團，在假期當義工，他說這是他在大學第二年取得羅文錦爵士紀念怡和獎學金的原因之一:69—73。此外，加入了中文學會的他一次在扮演《桃花扇》的阮大鋮時，得到劇壇名宿雷浩然賞識，介紹到香港業餘話劇社當龍套，後來參演麗的映聲的粵語話劇，初涉電視界；也不時參與邵氏和國泰的黃梅調電影如《寶蓮燈》和《花木蘭》的幕後大合唱。
1963年，黃霑以二級甲等榮譽文學士畢業，在天主教培聖中學任教兩年後，轉行投身廣告界。1960年代中期至70年代初，他主力於廣告事業（詳見），並且以業餘身份主持電視節目（詳見），又在報刊寫文賺取外快——首個固定專欄是偵探小說《血浸藍寶石》，刊載於任護花創辦的《紅綠日報》——以及間中填詞、作曲。

## 事業歷程

### 音樂人

#### 填詞

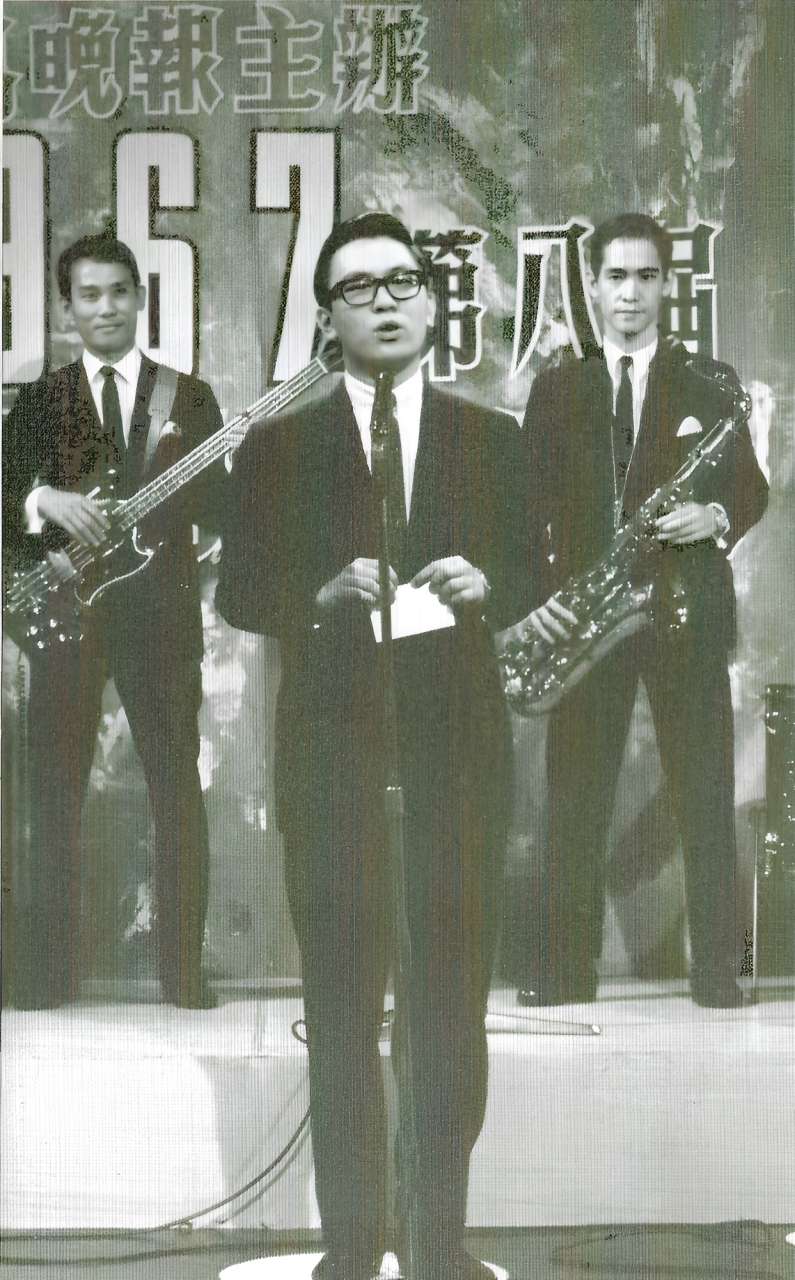
曾參加1960年首屆全港業餘歌唱比賽的黃霑應《星島晚報》的邀請，擔任1967年第8屆全港業餘歌唱比賽大會司儀。

黃霑屬粵語流行樂界第二代詞人（按詞人嶄露頭角的時期劃分，時為1974至79年，繼承周聰、蘇翁等一代），被視為1970年代中期粵語流行曲振興後的重要人物。:30,41-42
1960年代末至70年代初，黃霑初涉詞壇時，主要填國語時代曲，並多用筆名，如陸郎、詹嘯、久流、鐵樹、劉杰:291。黃霑曾說當年國語水準差，填完要找華娃試唱，看看歌詞協音與否。1972年，潘迪華投資製作香港首齣原創華語音樂舞台劇《白孃孃》，潘迪華的廣告公司老闆朋友向她介紹黃霑，她認為黃霑的廣告詞很到位，便錄用他為音樂劇填詞人。歌詞全國語，填詞人除了黃霑，還有李寶璇﹑莊奴和汪小松。這也是黃霑跟作曲、編曲家顧嘉煇的首次合作。眾多樂曲中以黃霑填的《愛你變成害你》最受歡迎。
1975年（一作1973年:173），黃霑受邀為迪士尼樂園表演團填寫多首香港巡演曲的粵語版歌詞，其中《世界真細小》成為了膾炙人口的經典兒歌。同年他開始以筆名「劉杰」，為電視劇填詞或作曲（電視台之間競爭激烈的緣故:140，用了兩年多），處女作是無綫電視劇《董小宛》的歌曲，代表作是1976年的《射鵰英雄傳》，香港首部華文武俠小說改編劇《射雕英雄傳（佳視）》的主題曲:60。
1978年，黃霑正式簽約無綫，隨著港產電視劇熱潮興起，與無綫音樂總監顧嘉煇合作一般是先曲後詞越來越頻密，多首「煇黃作」都流行一時，是香港電台中文歌曲龍虎榜的「周冠軍歌曲」及年度頒獎禮的「十大中文金曲」（自1978年首屆起，後者計有十四首；多張以之為主打曲的專輯亦取得銷售佳績，達至香港IFPI本地金唱片和白金唱片標準。「煇黃配」在坊間和業界聲譽日隆。

1980年代，黃霑填詞的歌曲除了在香港流行，更隨著香港電視劇的傳播而風行中國大陸（如港劇《上海灘》和《射雕英雄傳》的歌曲）以及台灣。與鄧偉雄合填的《楚留香》，甚至一度成為台灣民間的「熱門送葬曲」。
1980年代中期，電視歌曲熱潮逐漸式微，顧嘉煇開始減產，其後移民加拿大。此時起至1990年代初，黃霑把心力轉投於電影配樂界，多為自己的曲作填詞，名作有《上海之夜》的主題曲《晚風》、《倩女幽魂》的《黎明不要來》、《青蛇》的《流光飛舞》等。但顧黃仍時有合作，最後一次合作的電視歌是《金牌冰人》的主題曲《美麗緣份》（2003年）。
影視以外，繼《白孃孃》以後，黃霑曾數度接下舞台劇的填詞工作，共四齣，包括純粵語口語歌詞的香港首齣本地化百老匯音樂劇《夢斷城西》（80年）、用詞較典雅的古裝劇《白蛇傳》（82年）和《柳毅傳書》（84年），以及描寫香港精神和地道文化的舞台劇《酸酸甜甜香港地》（2004年），後兩齣的作曲家是顧嘉煇。
除了顧嘉煇，黃霑亦不時與其他作曲家合作，如黎小田（《問我》、《人在風裡》）、徐嘉良（九十年代鄭少秋一系列的影視歌曲如《摘星》和《浪蕩江山》）、趙文海（《中國夢》、舞台劇《白蛇傳》歌曲）、王福齡（張明敏1984年度春晚表演曲《我的中國心》、國語時代曲《我要你忘了我》）等。

##### 類別
- 黃詞按類別可粗分為[59]：

1. 哲理詞：配合《家變》、《強人》、《輪流傳》、《天虹》等以社會恩怨、人際角力為軸心的電視劇，詞人所寫的主題常觸及人生變幻無常，不應對得失對錯太過執著的訊息。與此同時，詞人亦寫下不少正面勵志，以自我期許、莊敬自強為主題的電影及電視主題曲或插曲，如《問我》、《命運》、《奮鬥》、《獅子山下》等。
2. 武俠詞：一類描寫大俠豪傑（男女）的豪邁形象，如《射雕英雄傳》、《誓要入刀山》、《楊門女將》、《萬水千山縱橫》、《世間始終你好》、《男兒當自強》等；一類描寫江湖間的恩怨情仇，如《倚天屠龍記》、《倆忘煙水裡》等。
3. 主流情歌：如《心債》、《點解手牽手》、《明星》等。尚有友情和親情詞，如《當年情》和《真情細說》，但數量較愛情詞少。
4. 家國情懷的詞：一類寫「中國」（廣義），如《中國夢》、《我的中國心》、《同途萬里人》、《勇敢的中國人》等；一類寫「香港」，如《獅子山下》、《美麗古怪島》等，還有一類六四相關的政治諷喻詞，如《又到聖誕》和《跳啦老豆》。
5. 其他：「鬼馬歌」（如《點解娶老婆》和《道》）、兒歌（如《世界真細小》和《小飛俠》）、舞台劇歌（如《春泛西湖》和涉及多人對唱輪唱疊唱、較難填詞的《巧遇煙波裡》、《恩似洞庭水》等[48]:76—77）等。

##### 語言、手法及評價

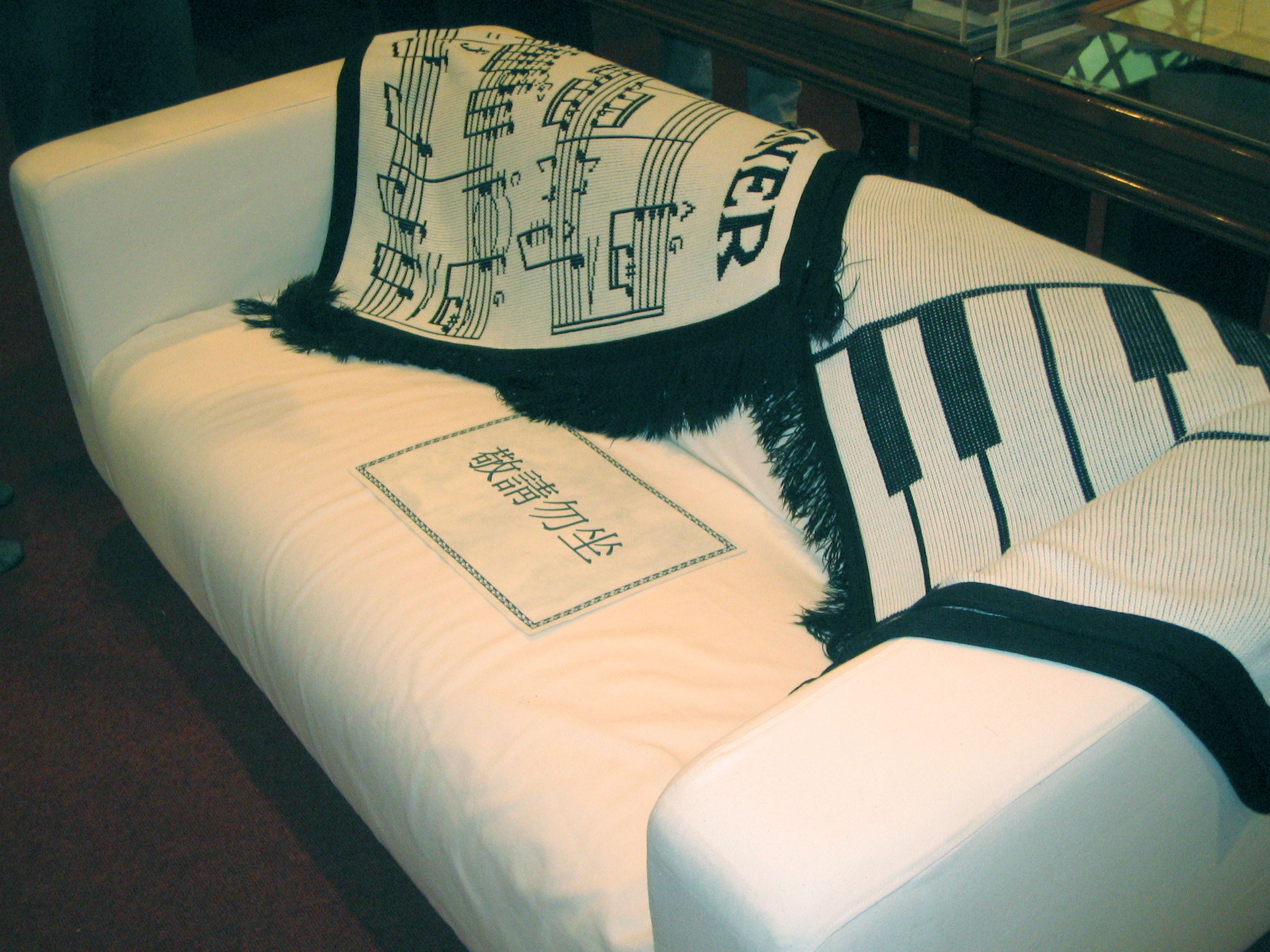
黃霑生前最喜歡的「音樂毛毯」

有論者認為1960年代粵語流行樂界流行的詞風不是「剪紅刻翠」（花前月下、粵曲味濃的文言風）就是「粗鄙俚俗」（格調低下的俚語、俗語歌），黃霑則一改傳統，強調歌詞的內容和表達方式必須富現代感、貼近大眾生活，如自1970年代末《狂潮》、《明星》等長篇電視劇的主題曲，就以自然淺白的語言風格描寫人生哲理及感情，為早期的香港流行樂界提供了「嶄新的表現方式」。跟同代的詞人一樣，他漸漸摸索出三及第（文言、白話、俗語的結合）的歌詞文體，而為大眾所接受，例如《獅子山下》和《世界真細小》。其警句隨著歌曲的流行被大眾掛在嘴邊，比如《家變》起首的「變幻原是永恆」，就成為了港人感慨世事莫測的慣用語。這對於消除香港人對粵語的語言自卑感，貢獻良多:189—193:14—17。

此外，1970年代黃霑有一類詞作以粵語口語為主要語言，如《鬼叫你窮》、《等爸爸》、《人生小配角》。不過到了1980年代，香港樂壇這種填詞風氣漸弱，黃霑就減少使用粵語口語了。他也自稱嘗試過「全口語實驗」（1980年粵語版百老匯音樂劇《夢斷城西》），但劣評如潮，被批太過俚俗。一類詞作則以文言文為主，如《忘盡心中情》、《倆忘煙水裡》、《萬水千山縱橫》等，獲詞評人黃志華和網上雜誌《青年人民》欄目作者何國男讚揚句式工整、詞采斐然，流露深厚的中文根底；填詞人林夕則認為其選字能「允執中庸」，既不會過於淺薄、陳舊，又不會艱深得令大眾卻步。
亦有論述指，比起文體，黃霑等第二代詞人顯得有所「進步」更重要的原因，是他們異於上一輩詞人，由於創作空間較寬鬆、市場擴大、粵語電視電影的新平台興起等種種客觀條件，除了得以拓闊歌詞題材，也能不時在詞中「注入自己的心聲」，而非一味代他人言，提高了文學價值，如電影《跳灰》的主題曲《問我》:42—46。
黃霑曾說受1950－60年代填詞人李雋青通俗淺白的風格影響很深。據其一次講談中的夫子自道，寫流行歌詞貴「淺」，要雅俗共賞，深入淺出最佳，退而求淺入淺出也可以；又分享了一個填詞竅門：「開口應」，即歌詞第一句就要能吸引聽眾，且不妨與歌名相同，如其作品《舊夢不須記》、《忘記他》:129等。
黃霑為影視歌曲填詞時善於切題，譬如對情節人物繁多的《天龍八部》，就僅僅選取蕭峰一角著力描寫（《萬水千山縱橫》），體現他善於取捨:22—25；而把恩怨情仇跟刀劍扯在一起、「三言兩語就把主題表現出來」的《倚天屠龍記》與「從千術這樣死的題材上寫出用愛偷心的生路」、「選用『騙』、『計謀』等字眼回應題目」的《用愛將心偷》也為林夕所稱賞。
然而，初出道時的林夕（1985、86年）也認為黃霑愛用平行式結構寫法，優點是結構緊密，令詞意容易理解，缺點是詞意欠推進，往往「過分受制於主題」、「三步一回頭，五句一重複，容易流於抽象化…毫無變化與跳脫」，如《舊夢不須記》和《情愛幾多哀》。
詞評人黃志華和朱耀偉認為黃霑為迎合大眾，寫法經常流於表面，自我重複的情況也屢見不鮮，淪為流水作業式生產，作品質素參差不齊 。文化評論人林奕華也批評其哲理歌如《家變》、《強人》、《狂潮》、《輪流傳》等，由於只是模式化電視劇的附屬品，幾乎都只帶出同一訊息，即「人生之中，任何事情都是一個銅錢的兩面」的「陳腔濫調」。初出道時的林夕亦指出其情歌甚少借物抒情，也省略了心理變化和矛盾，而是直接給出對愛情的結論，細節鋪墊少而百搭，好處是容易讓普羅大眾代入，壞處是不耐細品。僅關於黃詞輕細節這點，林夕後來說一方面與其人大開大合、豪爽直接的性格有關（黃霑曾向林夕說自己慣於一揮而就，一日內能寫九首廣告詞）；另一方面當時流行「AABA」曲式，曲長較短，且往往把搶耳的核心旋律（A）置前來吸引聽眾，填詞時難免受限，而現在強調副歌的長曲，則有時間慢慢鋪墊細節。而填詞人楊熙卻認為流行曲著重記憶點和流行價值，黃霑直擊人心的寫法反而值得學習，並指這與其廣告人的出身有關。
黃、朱、林亦列舉出黃霑一些跳出窠臼的作品，基於文章寫作日期和研究範圍，主要選自1970－80年代。除了《問我》、《明星》、《萬水千山縱橫》、《忘盡心中情》、《倆忘煙水裡》、《家變》、《滄海一聲笑》、《黎明不要來》等較為人所知的，還有「意境虛緲迷離……無理而妙」的《朝花》；巧用逼問法的《是否》（盧冠廷唱）；情景交融且用心設喻的《讓一切隨風》；筆法雙關，游走於情歌與非情歌之間，拓闊歌詞層面的《風雲》；投注詞人情感，寫活孩子渴望親情的微妙心理的《等爸爸》；把小人物的病態心理寫得活靈活現的《人生小配角》；境界比舊作《笑看風雲》更進一步，「真正參透人生變幻」的《大時代過客》等。

#### 作曲、配樂
另一方面，黃霑本身也通曉作曲。他稱沒有受過專業的樂理教育，是靠自學得來的：先研習大量經典音樂作品，讀一些音樂入門書籍，然後嘗試寫旋律，「覺得不順暢」就修改。後來的得獎歌曲《忘記他》亦誕生於此練習期（1963年），但直到1980年才由鄧麗君正式灌唱發行。
但黃霑可能只懂得寫單線旋律而不會編和弦，他曾說過自己和聲學底子弱，像曲作《黎明不要來》（1987）和《只記今朝笑》（1992）的和弦就是分別由戴樂民和顧嘉煇:120編配的。
曾有論者總結出黃霑中國風格樂曲創作上其中三個特點：一、擅寫結構簡約的一段體曲式（即全曲不分主副歌，單以一個重重覆覆的樂段構成）；二、擅寫純五聲音階曲調；三、愛改編或化用中國傳統樂曲。
1965年，黃霑為華娃所寫的《謎》獲香港娛樂唱片公司老闆看中，他自始正式開展作曲家生涯（大多數時候曲詞兼辦）。作品有當時最流行的國語流行曲，粵語歌也有，如1960年代後期《火情人（大情人）》、《青春玫瑰》、《歡樂滿人間》這三部電影的歌曲，但都不流行，黃霑歸咎於自己作品水準欠佳，加上電影不賣座。
1974年9月，黃霑以英語歌《L-O-V-E Love》獲得無綫電視「香港流行歌曲創作邀請賽」的亞軍:453。翌年聖誕節其執導並負責音樂的電影《大家樂》上映，曲風多元，貼近年輕人口味。在1976年上半年，除了被用作插曲的《L-O-V-E Love》，片中多首粵語歌亦廣受歡迎，有著頗高的電台播放率，掀起一股熱潮；因而被視為繼《啼笑因緣》及許冠傑為電影《鬼馬雙星》、《天才與白痴》所唱作的歌曲後，「粵語流行曲振興的第三波」；本來主打英語歌的溫拿亦開始轉變歌路，轉唱粵語歌:132—133。此後黃霑作曲量逐漸增加，不時為羅文、葉德嫻、葉麗儀、雷安娜等歌手供曲，有影視歌曲也有無商業搭配的專輯歌。

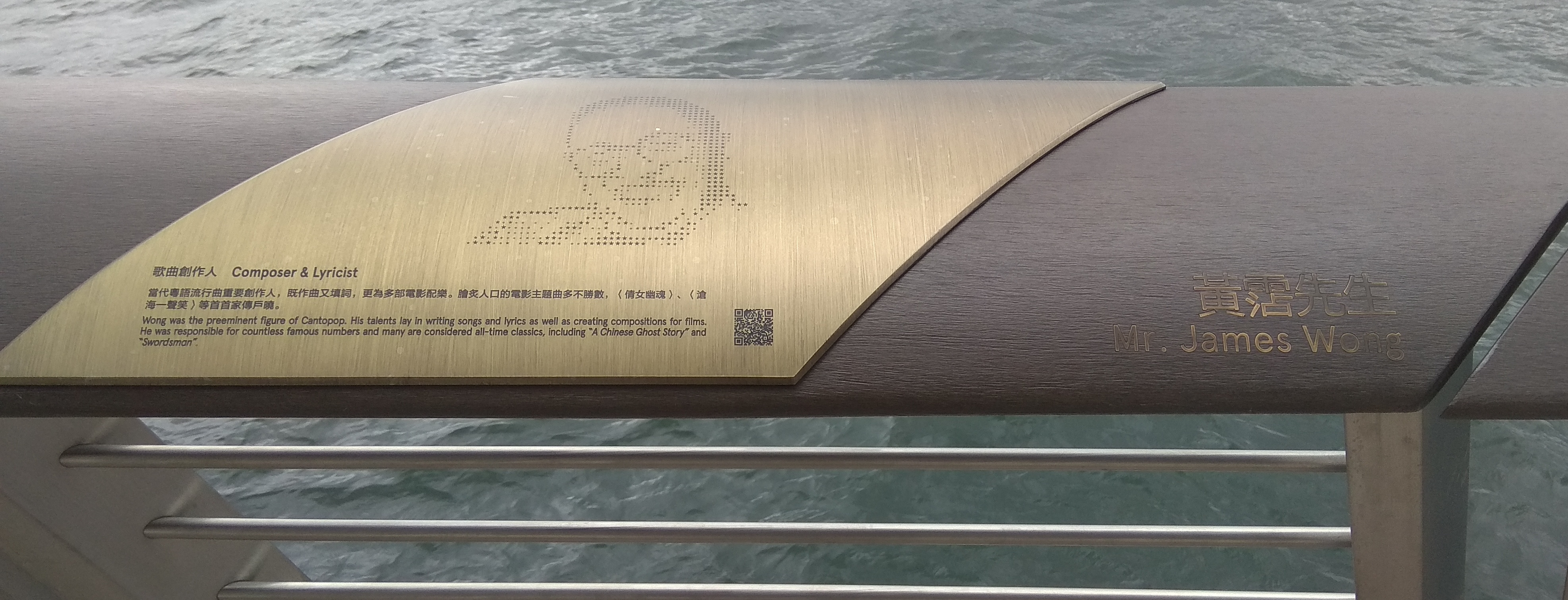
2006年11月，黃霑憑其配樂和歌曲對香港電影業的貢獻，位列第三批香港星光大道的表彰人士。圖為黃霑的介紹牌及肖像圖。

到了1980至90年代，他則較活躍於電影歌曲和配樂的創作。黃霑曾表示常在家中玩「配樂遊戲」，即為現成的電影另行配樂，試出不同的效果，以培養創造力；並形容其配樂風格為「舊派」，即以主題音樂為主，間歇地出現在電影中；亦愛把傳統的音樂元素融入現代流行音樂。
此外其配樂作品十有八九是跟別人合作的，如電影《倩女幽魂》、《黃飛鴻》、《青蛇》、《梁祝》等。樂評人黃志華推測，原因也許是黃霑擅長創作旋律和歌詞以及提供大方向上的點子，卻不諳編曲，需要內行人協助；合作最多的是編曲家戴樂民和黃霑帶入行的雷頌德。黃霑唯一可考的編曲紀錄見於《梁祝》原聲帶的資料頁。
黃霑的配樂又以為徐克電影所寫的最為人熟識。徐克對音樂有獨特的要求，二人常各執己見，時有衝突，但黃霑形容「自己最好最流行的作品，幾乎都是和他吵鬧、給他迫、給他蹂躪才跑出來的」。首次合作是1984年的《上海之夜》，因應故事背景，黃霑創作出數首帶老上海風味的歌曲，包括主題曲《晚風》。其後為《刀馬旦》操刀的則有改編自京劇曲牌《夜深沉》的《都是戲一場》與民間小調風的插曲《躲也躲不了》。
1987起的《倩女幽魂》系列音樂為其事業代表作，「以中樂為上層，用西洋樂器為底」，並採用當年新興的電子合成器；包辦詞曲創作的《倩女幽魂》、《道》、《黎明不要來》亦引起廣泛迴響。而在續作《倩女幽魂II：人間道》中，有論者認為配合富六四色彩的電影主題，黃霑與戴樂民加入隱喻味道濃厚的音樂元素。
踏入1990年代，黃霑與多位音樂人合作出兩首中樂流行化的典範作《滄海一聲笑》和《男兒當自強》。
1993年與雷頌德合作的《青蛇》為其另一代表作。除了出色的音畫配合，曲風的豐富及試驗性亦備受論者讚賞，如加入印度樂風的《莫呼洛迦》。
1994年的《梁祝》是最後一次「徐黃配」。黃霑擔任音樂監製，並負責填詞、改編舊曲、編排中樂器、弦樂器及女和聲。合作的音樂人有胡偉立、黃英華、雷頌德等。配樂方向仍是把經典通俗化、現代化。
黃霑參與的配樂在華語電影「工業獎」活動（如香港電影金像獎）和電影節（如金馬獎）中屢獲提名及得獎，惟大部分都沒有發行官方原聲專輯，如《倩女幽魂》、《人鬼神》、《畫中仙》、《六指琴魔》、《西楚霸王》等。

#### 專輯
唱歌是黃霑的業餘興趣，他從沒簽約唱片公司，偶爾在電視綜藝節目和演唱會現場表演，一生只發表過兩張個人歌唱專輯：1989年的概念專輯《香港 X'mas》和1990年的《笑傲江湖 百無禁忌黃霑作品集》，其他作品則散見於合輯和原聲帶，詳見歌唱作品。

他曾自評音域狹窄，「正經唱」的話效果欠佳，要把聲線壓低來唱。
黃霑雖然創作甚豐，但生前也只發表過一張官方創作精選專輯，1999年的《黃霑作品集》：黃霑在1970－80年代為葉德嫻、張德蘭、景黛音等永恆唱片旗下歌手譜寫過不少歌曲，「永恆」從中選出廿一首結集發行。
此外，黃霑為別人監製的非原聲專輯，可考的只有紅線女於1990年代初推出的粵劇專輯《四大美人》和程琳1995年的《回家》。
| 專輯 # | 專輯名稱                    | 發行日期   | 發行商   | 專輯類型 | 曲目 |
| ------ | --------------------------- | ---------- | -------- | -------- | --- |
| 1      | 香港 X'mas                  | 1989年12月 | EMI唱片  | 大碟     | 曲目 Vinyl Medley 1 1. 又到聖誕 2. 跳啦老豆 3. 乜鬼都買 4. 我要珠珠 5. 當晚 6. 香港長是我的家 7. 我發奮做人 8. 祝你聖誕快樂 9. 又到聖誕 Medley 2 1. 銀白聖誕 2. 黃阿燦過聖誕 3. 慈祥鵬過聖誕 4. 皆因一經過六四 5. 聖誕堅持 6. 我的基本法 |
| 2      | 笑傲江湖 百無禁忌黃霑作品集 | 1990年5月  | 滾石唱片 | 大碟     | 曲目 Vinyl 1. 道 2. 滄海一聲笑 3. 焚心以火 4. 大丈夫日記 5. 黎明不要來 6. 路隨人茫茫 7. 沖一沖 8. 世界真細小 9. 又是戲一場 10. 每天聖誕 11. 黎明                                                                                         |

#### 音樂會
黃霑曾與顧嘉煇數度合辦音樂會，邀請流行歌手演繹煇黃歷年作品（也有少量非煇黃作）：1985年的「煇黃十二月」旨在紀念顧嘉煇和黃霑合作二十周年，評論人吳俊雄形容為當時香港樂壇的剪影，嘉賓陣容鼎盛，囊括多位香港樂壇中興至成熟期十年間的代表歌星；而九十年代末及千禧年初舉行的，由於懷舊熱潮，亦反應熱烈，使「煇黃」再度成為當年樂界焦點；2003年再跟香港中樂團合辦《黃霑獅子山下演唱會》。除了1985年那一次，其他在香港舉行的音樂會都發行過影像產品。
| 日期                         | 名稱                                   | 表演場地                           | 場次 |
| ---------------------------- | -------------------------------------- | ---------------------------------- | ---- |
| 1985年12月7日－14日          | 煇黃十二月:110—113                     | 香港紅館                           | 8場  |
| 1998年5月17日－27日          | 顧嘉煇·黃霑·真友情演唱會               | 香港紅館                           | 15場 |
| 1998年7月17日－18日          | 顧嘉煇、黃霑經典金曲原唱巨星廣州演唱會 | 廣州天河體育場                     | 15場 |
| 1998年8月15日－16日          | 顧嘉煇、黃霑真·友·情獅城義演之夜       | 新加坡新達城展覽廳                 | 15場 |
| 1999年12月24日－2000年1月8日 | 香港煇黃2000演唱會                     | 香港紅館                           | 16場 |
| 2000年5月5日－7日            | 新加坡煇黃2000慈善演唱會               | 新加坡室內體育館                   | 6場  |
| 2000年5月12日－14日          | 大馬煇黃2000慈善演唱會                 | 馬來西亞吉隆坡武吉加里爾國家體育場 | 6場  |
| 2003年7月18日－19日          | 黃霑獅子山下演唱會                     | 香港紅館                           | 2場  |

### 主持人
黃霑常任電視節目主持。青年時就獲麗的映聲起用，首次以藝名「黃霑」亮相螢幕，主持文化綜合節目《青年聯誼會》。作家沈西城曾形容黃霑：「談吐爾雅而又學識淵博，更難得的是他的英語也講得流利。」。繼後他主持過《金玉滿堂》、《群星會》等綜藝節目，擔任香港節小姐競選司儀，1969年獲得「最佳電視節目男司儀獎」，被《香港電視週刊》喻為「電視王子」。
此後十多年間，黃霑主要亮相於無綫電視，如主持過三屆《香港小姐競選》和訪問名人成功秘訣的《成功之道》，並經常跟何守信搭檔。何守信形容黃霑有獨特的主持風格，不擅記稿，但長於即興，能與穩重的自己互相配合。還有，他雖然主持經驗豐富，但同時卻「一向語出驚人」（沈西城語）。1983年8月，黃霑當金唱片頒獎禮的司儀時，就失言得罪了徐小鳳，說她「又老又風騷」，令她一氣之下唱歌失準，事後黃霑再三向她道歉。
除了主持節目，1970年代末及80年代初他曾經在佳藝電視和無綫電視的藝員訓練班教授主持課，日後混跡過主持界的學生有鄭裕玲、吳君如等。
1988年，黃霑跟亞洲電視簽了三年部頭合約:79-83:79—83：1989至1990年，他跟倪匡和蔡瀾主持半夜成人節目《今夜不設防》，訪問娛樂圈名人，尺度大膽無所不談，口碑載道創收視佳績。1990年，他夥拍林尚義、尹志強等人為亞視主持世界盃直播節目《90世界盃全接觸》。據體育專欄作者「波王」所述，自稱「執波仔」的黃霑雖然對足球一竅不通，常提出令人發噱的無知問題，但善於活絡氣氛，「主持效果奇佳」。約滿前最後一個工作是1992年跟林建明、韋基舜等人主持奧運電視節目。
及後，投資失敗欠債累累的他跟無綫電視簽了達每年四百萬（黃霑自稱）的部頭表演合約，在1993至1997年主持多個綜藝、資訊及清談節目。
1994年，因競爭對手亞視的資訊娛樂節目《今日睇真D》收視頗佳，無綫推出性質相似的《城市追擊》來迎戰，黃霑、安德尊等任主持。
同年《江山如此多Fun》開播，以遊戲比賽的形式向觀眾普及中國歷史地理文化常識，才子形象深入民心的黃霑擔當主持，並負責唱作主題曲；節目曾入選1995年度壹電視大獎的「十大電視節目」。監製蕭潮順說，有見於《江》的成功，他和黃霑後來以同類型的《江山如此多嬌》進軍中國大陸。節目自1997年起於北京、上海、四川、廣東及福建聯播，共三十一輯；主持人還是黃霑，搭檔陳曉楠跟張延。
約滿前由他主持的無綫節目還有《萬千星輝賀台慶》、訪問娛樂圈中人的《花弗新世界》、普及對聯知識的《聯中傳奇》等。然而李雪廬認為無綫令他「過度曝光」，讓觀眾厭倦。
黃霑晚年多活躍於亞洲電視和新城電台：2001至02年間，在亞視主持清談節目《三個光頭佬》、性知識節目《夜夜應設防》和兩輯《黃霑香港情》（曾訪問廿三條風波中的保安局長葉劉淑儀），以及在新城主持《星期日大菠蘿》、《開心大鬧鐘》和《開心霑士幫》。
此外他也曾受邀主持香港以外的典禮場合，如1990年的「第27屆金馬獎頒獎會」（與張小燕）和1991年的「第36屆亞太影展頒獎會」（與崔苔菁）。
1992年，他还主持了卫星电视有限公司举办的《卫视中文台周年庆祝晚会》。

### 廣告人
黃霑一直視廣告為正職，做音樂、當主持等只是賺錢的興趣。他在大學畢業兩年後便加入廣告界，受聘於英美煙草公司，任廣告部經理助理，1966年在香港廣告公司聯會主辦的作文比賽中奪冠，68年獲擢升為副經理並保送英國接受商業管理訓練；但副經理的主要職責是控制廣告預算，跟他擅長的創作關係不大，所以他在1970年轉投華美廣告公司，出任聯合創作總監:176—186，翌年負責作曲的廣告（Varsity Cigarettes:"Varsity World:60"）入選美國廣告界的最高榮譽「基奧獎」的「國際影視類最佳作品獎」（Television/Cinema(International): Best 1971）。72年，華美的客戶「白蘭氏雞精」不敵國貨（中國大陸）「蟲草雞精」的廣告攻勢，銷路大跌，包括黃霑在內的多名華美高層須引咎辭職:163—167。他隨後轉投國泰廣告公司，任創作總經理:176-186 ，在香港置地吞拼牛奶公司的廣告戰（說服股東支持或反對是次收購）中，為前者擔任廣告總策劃:222—224,237-239。他加入國泰廣告幾個月後就辭職恢復自由身，之後「偶然接受散件廣告創作」。
根據資深廣告人及黃霑前同事李雪廬的《黃霑呢條友》，1970年代前，香港的外資廣告公司，創作全由外國人主導；而他們慣性的做法，就是引進歐美創作的廣告，然後安排香港人下屬把文字直譯成粵語；如果是廣告歌，就配上原來的音樂，然而曲詞契合度往往一般，無法有效宣傳品牌。
為迎合本土市場，黃霑任職於「英美煙草」時，已經提倡「曲詞應同步原創」，主張廣告語言應通俗地道，還嘗試以先詞後曲的方法寫廣告歌；但云總總在他離開「英美煙草」、當上其他廣告公司的高層後才得以全面實行，奠定其創作地位的作品大多自此時起誕生。:100—106,120—122
此外，黃霑曾表示中學老師袁匯炳（琦）「刪、存、補、調（調換）」傳授的意譯口訣，對其廣告繙譯影響甚深:111；而寫廣告歌時用裝飾音來克服粵字九聲問題，則是從稔熟的音樂前輩梁樂音學過來的:140—142。
1976年黃霑自立門戶，與林燕妮合組黃與林廣告有限公司，屬當年少數由華人創辦的廣告公司:59，客戶有東方日報 :206—212、大型住宅屋苑太古城等。
1985年，「黃與林」被世界大型廣告企業盛世集團收購，黃霑任香港區副主席，1988年初以專心拍電影為由退出廣告界，1990年代偶爾受邀創作廣告:193。

### 電影人

#### 導演和編劇
黃霑早年在廣告界時，就已經積極參與廣告的選角、選景、實際拍攝等工序。外國廣告導演受邀來拍片時，他亦會從旁學習，為日後拍電影奠下了根基:310。1973年離開國泰廣告公司後，他跟朋友組成寶鼎電影事業有限公司，執導過兩部電影：
1974年上映的國語片《天堂》是其自編自導的創業作，由鄧光榮、梁醒波、胡燕妮、曾江等主演，背景為1950年代香港，借男主角這名來自中國大陸的偷渡客，以「現實的手法」，反映當時香港社會的弊病。《天堂》首輪票房達一百五十四萬元，打入了香港全年廿五大賣座電影榜，居第十七位，在港產片中則排行第九，並入選台北影評人協會該年的「十大國片」。
1975的粵語青春勵志喜劇《大家樂》中，他擔任導演（與胡樹儒共同執導）、編劇、詞曲創作的工作，商業成績良好，並捧紅了溫拿樂隊。
1977年左右，黃霑投資開拍《笨賊霑》，四年後稱因分身乏術和成本問題，無限期擱置拍攝工作。不久「寶鼎電影」解散，半個月後他再另組黃霑電影事業有限公司。1980年代末，他把「黃與林」易手後，曾籌拍《調景嶺風雲》，但因不明原因，同樣以夭折收場，僅留下構思文稿而同時期籌拍的《不文集》，亦胎死腹中。黃霑稱雖然電影公司成立數年仍沒拍成一部戲，但付給編劇、演員等人的訂金已無法討回，加上公司裝潢、營運等耗費，終於使他負債纍纍，導演生涯正式告一段落。

#### 演員
黃霑一生演過的電影角色不少，大多屬於客串或配角性質，演繹貼近其形象、插科打諢的小人物，如喜劇《唐伯虎點秋香》的「華太師」、《逃學威龍2》的「王牧師」、《鬼馬雙星》的「黃不文」、《花田囍事》的「知縣」等。
他也擔當過主角，如1975年在諷刺喜劇《大千世界》飾演狡獪貪婪的金城縣長，1980年代先後在《歌舞昇平》和《偷情先生》中飾演既情緒豐富又性格多面的音樂經理人「James」（演技受影評人石琪和月巴氏讚賞），以及怕老婆卻想去偷腥的公司高層「老尤」。
1990年代初，欠債纍纍的黃霑跟導演高志森簽演了四部三級喜劇（《不文騷》、《不文小丈夫》、《銀座嬉春》及《大鹹濕》），酬金共一百萬
。《不文騷》中，黃霑扮演色情笑話節目主持「占」，與節目幕後軍師「亮」（黃光亮飾）和廟街歌手「光」（尹光飾）互相競爭；在《不文小丈夫》、《不文小丈夫之銀座嬉春》等一系列電影中，則飾演愛到處尋花問柳的男主角；還以主持人的角色，在紀錄片《私鐘真面目》和《大咸濕》披露香港性產業的狀況。
1994年無綫電視劇《阿Sir早晨》由黎明擔任男主角，黃霑參與演出，飾演黎明的父親。
黃霑的表演風格以誇張見稱，黃霑說這是高志森、李力持、葉輝煌等導演對他的要求:248。高志森曾讚揚他是「非常出色的喜劇演員」。

### 著作

#### 散文隨筆
他曾為《明報》、《新報》、《東方日報》、《壹周刊》、《南方都市報》、《新京報》等報刊寫專欄文章，講述他種種見聞體會以及身為創作人的心路歷程；大部分已結集成書，例如《黃霑隨筆》、《開心半世紀》、《廣告人告白》、《浪蕩人生路：人生篇》等。
不文集
1983年成書的《不文集》，收錄了1973年起他在《明報周刊》寫的多篇專欄文章:182—186，內容包括黃色笑話、性謎語、髒話典故、打油詩、對古今中外傳說史事的不文解讀等。當中有自創自尋的，有讀者、朋友提供的，也有翻譯自外文著作的。面世後即風行一時，至其逝世前已印行逾六十版 。
一題兩寫專欄
1977年左右，相戀中的黃霑和林燕妮在《東方日報》開設「一題兩寫」的專欄，即每日以一個主題，由二人生活瑣事、工作見聞以至兩性觀念等等，各寫一篇幾百字的短文，同版刊登。一個文風大膽、一個措辭正經，兩相對照，同時亦滿足了群眾對名人隱私的好奇心，因此頗受歡迎 :223—225。及後編成了三本書：《人海同遊》、《有樂共享》、《真誠相見》。

#### 訪問錄
1980年，時為中英談判早期，他在《明報周刊》執筆寫《數風雲人物》，訪問了香港十位名人，包括姬達、嘉道理、鄧肇堅、何賢、何鴻燊等，後來出版成書，銷量甚佳，1981至1985年就印行了十八版。李雪廬給予此訪問錄很高的評價，說：「用語傳神精準……力求表達出受訪者的個性和背景」，也是了解當時香港歷史和社會面貌的重要資料（大意）:217—218。作家寒山碧認為《數》材料充實，語調恢諧，精於勾勒人物，但只著重受訪者光鮮的一面，對敏感話題避而不談。

#### 小說
在1980－90年代，他在新報、快報等報紙連載《香港仔日記》、《大家姐傳奇》、《JJ自傳》等小說（後來印行出書），以第一人稱角度和繼承自三蘇（高雄）等老一輩作家的「新三及第語言」（白話文+粵語+外語），描繪香港社會的世態人情，並以各種愛慾描寫為點綴。
當中《香港仔日記》被認為有三蘇1950年代初小說《經紀日記》的影子，都是講述唯利是圖、空手套白狼的主人公混跡於商業社會的故事，其中一個相異之處是後者沒有艷情細節，但李雪廬認為黃霑此作的性描寫點到即止，跟《不文集》相比都顯得失色。
劉紹銘評《香港仔日記》「文字滑稽突梯，情節設想屢見柳暗花明」，並借黃繼持對三蘇的評語論此作：「寫世相不避庸俗，說人情不隱劣德，誇張裡有揭露，諧謔中有諷喻」，雖然是商業流行之作，但史料價值比正統小說乃至學術著作都更為豐富。

### 學位論文
1963年學士論文《姜白石詞研究》，香港大學中文系學士畢業。
1981年哲學碩士論文《粵劇問題探討》，師從香港大學中文系教授羅忼烈（原名羅慷烈）。
2003年5月寫成博士論文《粵語流行曲的發展與興衰：香港流行音樂研究（1949－1997）》，2003年9月獲香港大學亞洲研究中心及社會學系頒發哲學博士學位。博士論文導師劉靖之。校外考試委員會則認為整篇博士論文「資料基礎厚實，歷史分期合理，立論鮮明深入，行文暢達，獨具個性。」黃霑晚年患癌、2003年5月寫成博士論文、2003年9月獲得博士學位三件事在當時並不為人知，直至2004年11月死亡，其論文爆紅，香港大學開放論文下載。

### 政治參與
綜合張文光和《開放雜誌》總編輯金鐘的說法，黃霑在1987年曾為爭取民主的組織民主政制促進聯委會，義寫了「爭取八八直選集會」的活動歌曲《同心攜手》，也參與了是次集會並發表演講。
1989年5月，黃霑參加全球華人大遊行及主持民主歌聲獻中華，聲援中國八九學潮。
同年5月，羅德丞帶頭建立新香港聯盟，與羅德丞份屬好友的黃霑成為創黨理事，「新港盟」的盟歌就是他按貝多芬的《歡樂頌》填詞而成的。根據「新港盟」前總幹事高繼標所著的《羅德丞政海浮沉錄》，8月尾，羅德丞推出「一會（立法會）兩局（地區直選和功能組別）」的政制方案（即立法會分組點票制，適用於任何議案），包括黃霑在內的多位成員表態支持。
香港新華社文體部長崔頌明負責黃霑的統戰工作。1994年，黃霑應中方邀請出任香港事務顧問；1996年參與香港特區首屆文化界推委選舉，落選。
1996年5月，香港回歸將近，羅德丞表態角逐特首，後來放棄，改為私下支持李福善參選，黃霑亦隨之去擔任李福善的公關和形象顧問；但高繼標評他為政治選舉外行，在拉攏傳媒、團體拜會和訓練李福善答辯技巧上毫無建樹，又對他邀請藝人在10月下旬的參選宣佈會上表演助興這個做法頗有微言。最後因種種因素，李福善在首輪選舉中取不夠提名票而出局。
2002年，香港政府推動基本法第二十三條立法，他曾撰文支持且反對以白紙草案向公眾諮詢。

### 事業中後期
隨著老一輩歌手的淡出，黃霑晚年已經很少歌手找他填詞，影響逐漸衰落，他歸咎於自己與年輕聽眾的代溝太深，又對香港樂壇的前景表示憂慮。其填詞的遺作是張敬軒的《Blessing》。
黃霑把事業重心放在其他方面：1999年與高志森創辦的春天舞台製作有限公司成立「實用進修學院」，任講座「創意與創造力：21世紀競爭決勝之道」（又名「益智棟篤笑」）的主講，寓教於樂，談創新思維；並活躍於舞台劇界，如演出舞台劇《蝦碌戲班》（2000年）和《麗花皇宮》（2001-03年）、為《酸酸甜甜香港地》包辦全劇歌詞（2003年）等。

## 逝世及紀念

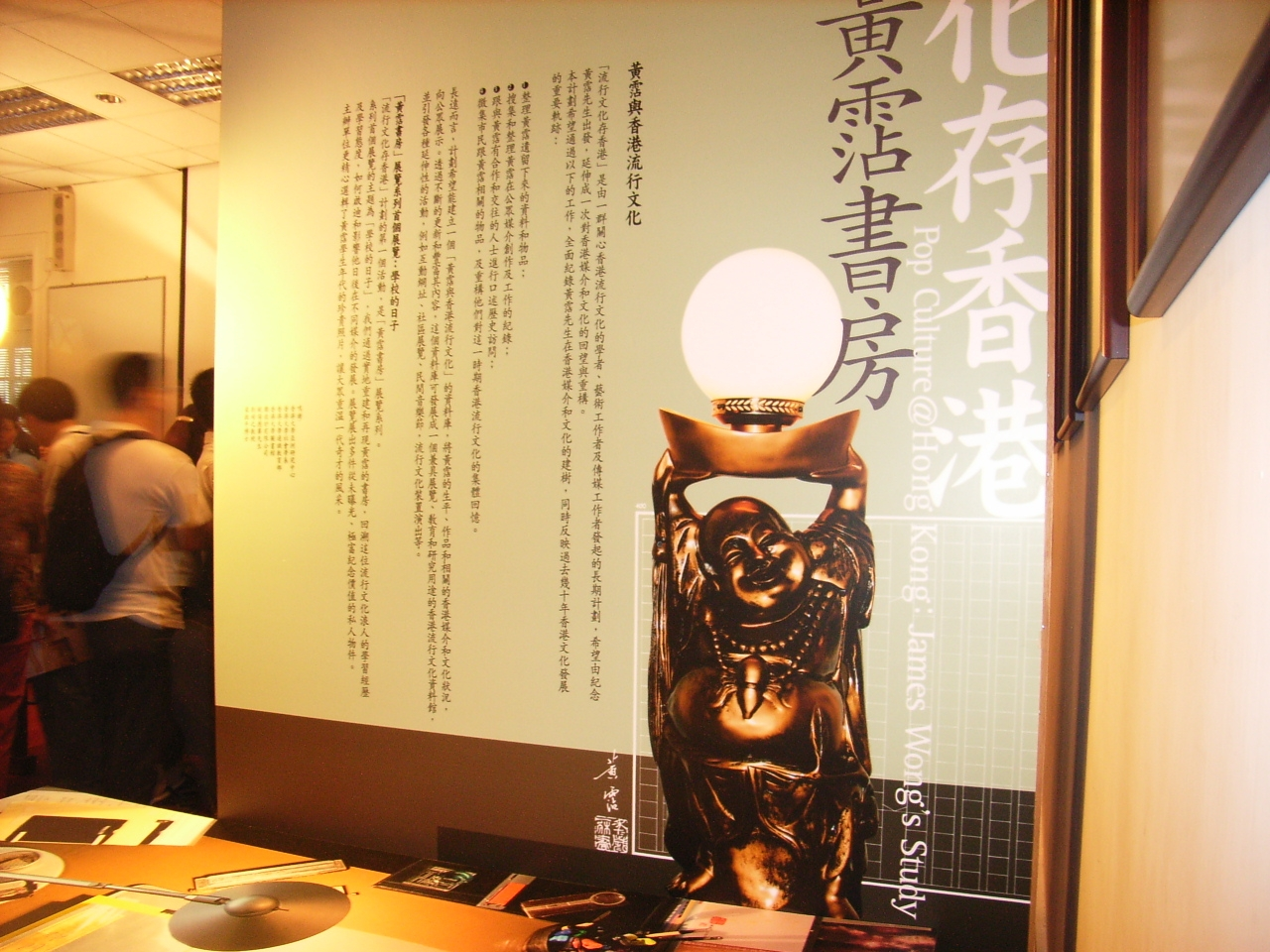
香港大學亞洲研究中心「黃霑書房」特展

2001年4月，黃霑証實患上肺癌第三期，手術和化療後無大礙，但2002年5月癌症復發，並轉移至肝臟及腦部。經第二次療程後一度康復，得以把博士論文寫完，以及舉辦《黃霑獅子山下演唱會》。然至2004年，其病情轉趨反覆。2004年11月24日凌晨零時46分，黃霑在香港沙田仁安醫院因末期肺癌引發的肺炎逝世，享壽63歲。家人按遺願低調舉行葬禮，未讓公眾憑弔。
得悉黃霑病逝後，香港各界紛紛致哀，包括生前好友顧嘉煇、母校喇沙書院校長劉煒堅、次文化堂社長彭志銘、時任財政司司長唐英年、民政事務局局長何志平等。此後接連多天，其人其事成為香港媒體焦點，作品也再度熱播。12月5日，演藝界首次借用香港大球場，舉行「黃霑博士追思會」供公眾悼念緬懷，逾萬名市民出席。及後台灣兩大影視頒獎禮「第39屆金鐘獎」和「第41屆金馬獎」，以及香港的「第27屆十大中文金曲」都有向黃霑致敬的表演環節。「新城勁爆頒獎禮」和「十大勁歌金曲頒獎禮」追頒榮譽大獎，以表揚他一生對流行音樂的貢獻，女兒黃宇詩上台代領。中國大陸亦有三個音樂頒獎禮向他頒贈致敬性質的獎項  。
2004年12月，多間唱片公司合作推出黃霑作品集《笑傲歌壇黄霑傳世經典》，該碟躋身2005年度「香港唱片銷量大獎」五大最暢銷音樂、電影電視原聲及精選唱片。
2005年初，顧嘉煇寫了一首悼念曲，名為《霑叔》，由鄭國江、潘源良及林夕填詞、雷頌德編曲和監製、溫拿樂隊主唱，並在「IFPI香港唱片銷量大獎頒獎禮」的悼念環節上首播。同年10月，香港大學亞洲研究中心舉辦為期四日的展覽「流行文化存香港—黃霑書房」，展品有黃霑的填詞手稿、書法作品等。
2006年11月，以其對香港電影業的貢獻，位列第三批香港星光大道的表彰人士，星光大道增設黃霑的紀念牌匾。
2009年，獲追頒香港舞台劇獎之「廿五周年紀念獎：傑出填詞獎」，同獲獎的還有鄭國江、杜國威、岑偉宗等五人。
2015年，為紀念黃霑逝世十周年，「第三十七屆十大中文金曲頒獎禮」和「第三十四屆香港電影金像獎頒獎禮」均特設致敬環節，讓林子祥、岑寧兒、林奕匡等歌手演繹其名曲。

## 私人生活

### 家庭與感情史
1967年4月15日，黃霑與歌星華娃（劉桂洪）結婚，育有二子一女，女兒即前無綫電視主持黃宇詩。1970年代中期與著名女作家林燕妮相戀，當時華娃雖然懷有身孕，仍堅持與他分手。據林燕妮所述，兩人於分居八年後在1982年才辦妥離婚手續，子女隨華娃生活，及後移居加拿大。
黃林二人的關係維持了十四年，1988年除夕夜，在金庸家中，午夜過後，黃霑當眾向林燕妮求婚，兩人當晚在金庸、羅德丞律師和在場多位友人見證下，簽下一紙由金庸即席撰寫的婚書，兩人並未在婚姻登記處註冊，林燕妮鄭重否認該婚書的法律效力。黃林二人因第三者（黃霑的助手陳惠敏）介入，結果於1990年分手。

後來黃霑在《大學線月刊》（2001年）的訪問中表示，他曾因人生挫折而動過輕生的念頭：
90年，我在生命中摔了一跤：生意失敗、與林燕妮分開、因生意失敗而欠債……我想過自殺，但站在欄杆前，我捨不得媽媽。——黃霑
1995年，黃霑自稱已還清了債務。同年與陳惠敏（Winnie），在美國拉斯維加斯註冊結婚。他一直極力保護妻子私隱，不讓其容貌曝光媒體。
1997年4月8日，美孚新邨發生由煙頭引發的三級火警，死者包括黃霑的母親及侄兒。

### 宗教信仰
黃霑受喇沙書院的宗教氣氛影響，19歲時受洗為天主教徒，大學畢業後在天主教學校教過聖經，亦曾為天主教香港教區創作彌撒曲《讓兒童來近我主》；但根據《大學線月刊》的訪問，他同時卻認為教會某些規條「保守」和「不近人情」。黃霑說，他在與華娃離婚不久、情緒非常低落時接觸到般若波羅蜜多心經，及後發覺比起祈禱，唸誦心經反而能使他心境平和，從此他便一直潛修佛學，又撰文說學佛體會，如散文集《開心快活人》中的《自了漢》、《學佛我見》和《先對胃口》；但黃霑仍有參與跟天主教有關的活動，如在2000年為天主教香港教區出品的電視劇《始終係天主》創作主題曲《天主始終係愛》以及在第三集分享一個關於「主日奉獻」的小故事。他於2004年去世後，其喪禮以佛教儀式舉行，不過他生前有沒有正式皈依佛教則不得而知。

## 相關節目
- 1992年：卫视中文台周年庆祝晚会 （卫视中文台）
- 1995年：霑沾自喜三十年（TVB）
- 1998年：33不盡煇黃夜（TVB）
- 1999年：還看煇黃夜（TVB）
- 2014年：浪奔浪流一聲笑（商台）、追憶黃霑當年情（ATV）
- 2024年：一代鬼才 黃霑（TVB）

## 影視媒體形象
- 《金像獎歌曲頒獎典禮1986》：由盧大偉扮演不文癲，模仿黃霑。
- 《樂壇插班生》：1997年電視劇，由羅君左飾演占叔，原型為黃霑。
- 《李小龍》：2010年電影，由何新巍飾演霑同學。
- 《Sunday扮嘢王》：2014年綜藝節目，由泰臣扮演霑叔。
- 《牛仔返嚟喇！》：2025年動畫短片，黃霑以動畫角色形象出現於短片中。

## 註腳
1. ↑  非個人名義獎項。
2. ↑  主唱葉蒨文，黃霑負責填詞和作曲（金像獎得獎名單）
3. ↑  主唱許冠傑，黃霑負責填詞和作曲（金像獎得獎名單）
4. ↑  金馬獎官網的得獎名單只列出創作人黃霑之名，所以暫視之為個人名義獎項。
5. ↑  現已改建為幼稚園
6. ↑  即小六，當時喇沙書院未分中、小學部。
7. ↑  1955-58年連續四屆口琴四重奏冠軍：「和來盾」。
8. ↑  黃霑填詞、顧嘉煇作曲、華娃和伍衛國主唱。
9. ↑  1978年4月2日《明報》的娛樂消息：「黃霑簽約無綫，獨家撰寫歌詞，惟電影與唱片則不在此限。」
10. ↑  《誓要入刀山》、《倚天屠龍記》、《親情》、《輪流傳》、《上海灘》、《今晚夜》、《忘盡心中情》、《做人愛自由》、《勇敢的中國人》、《倆忘煙水裏》、《萬水千山縱橫》、《世間始終你好》、《當年情》、《焚心以火》，還有一首與鄧偉雄合作填詞的《楚留香》。
11. ↑  本地金唱片（節錄）：羅文《家變》、葉麗儀《上海灘續集》、林子祥《抉擇》；本地白金唱片（節錄）：甄妮《奮鬥》、《祝福你》、羅文《強人》、《親情》、鄭少秋《倚天屠龍記》、《流氓皇帝》、《輪流傳》、葉麗儀《上海灘特輯》、汪明荃《千王之王》、關正傑《天龍八部之虛竹傳奇》、關菊英《天龍八部之六脈神劍》、梅艷芳《心債》。
12. ↑  代表作有《明星》、《晚風》、《倩女幽魂》、《流光飛舞》，以及在「十大中文金曲頒獎音樂會」得獎的《鱷魚淚》、《舊夢不須記》、《忘記他》、《滄海一聲笑》等。
13. ↑  如《誰是大英雄》、《鬼叫你窮》、《隋唐風雲》、《驪歌帶淚》、《倩女幽魂》、《躲也躲不了》、《人間道》、《十里平湖》、《相愛不相聚》、《道》、《只記今朝笑》、《恭喜發財利是來》、《十分鐘意》。
14. ↑  如《滄海一聲笑》、《晚風》、《只記今朝笑》、《好哥哥》、《相愛不相聚》、《只記今朝笑》、《恭喜發財利是來》。
15. ↑  如《男兒當自強》（古曲《將軍令》）、《都是戲一場》（京劇曲牌《夜深沉》）、電影《財叔之橫掃千軍》主題曲（古曲《滿江紅》）、《十分鍾意》（蓮花落曲）、《舊夢不須記》（民歌《茉莉花》）、《浪蕩江湖》（古曲《夕陽簫鼓》為基礎，副歌沿用前作的《將軍令》，並揉合琵琶曲《十面埋伏》和《霸王卸甲》的手法[33]:169）等。
16. ↑  這不代表合作者只負責編曲，作曲工作全由黃霑一人包攬，據黃霑的手稿，戴樂民曾為《倩女幽魂2》譜寫了五首主題音樂[88]：但一方面大部分香港電影的工作人員名單頗為含糊，如1994年的《西楚霸王之楚漢爭霸》就只寫著「原作音樂：黃霑、戴樂民」，沒有更詳細的分工；而已發行原聲專輯的，訊息也同樣含糊，如《青蛇》原聲的內頁就只提到雷頌德是人聲歌《人生如此》和純音樂《人間魔域》的唯一作曲者，除了後者，其他純音樂都沒有標示作曲者，故不排除他們可能以共同作曲的模式創作。然而在有清楚的說明下，創作人的張冠李戴仍時見於互聯網以至傳媒，如電視劇《情定少林寺》的配樂《斷情殤》常誤作黃霑手筆（劇集原聲專輯的內頁已標明黃霑只唱作了一首主題曲，其餘十首純音樂均為鮑比達制作和作曲）
17. ↑  歌手嘉賓有張國榮、梅艷芳、張學友、劉德華、羅文、呂方、葉麗儀、鍾鎮濤、葉振棠、甄妮、關菊英、陳百強、鄭少秋、沈殿霞、汪明荃、蔡國權、陳潔靈、麥潔文、陳秀雯、林志美等，客串嘉賓有俞琤、徐克、麥嘉、何守信、謝賢、黎小田等。

## 外部連結
- 黃霑的Discogs页面（英文）
- 黃霑在互联网电影资料库（IMDb）上的資料（英文）
- 黃霑在香港影庫上的簡介
- 黃霑在豆瓣上的资料（简体中文）

### 紀念性質
- 黃霑書房的官方臉書（页面存档备份，存于）
- 黃霑書房（页面存档备份，存于）（由多位學者和文化工作者開設的網站，記錄黃霑早年生活的點滴）
- 時空穿梭睇黃霑 收藏品上的生平史 （页面存档备份，存于）（由澳門收藏愛好者、報章專欄作者建燁開設的網站，從收藏品上認識黃霑）
- 香港大學校友事務部為黃霑所設的紀念網頁（页面存档备份，存于）

### 生前訪問專欄演講
- 1980年代
  - 港台節目名人錄（把歌談心：黃霑）（页面存档备份，存于）
- 1990年代
  - 「粤語流行曲的歌詞創作（页面存档备份，存于）」（嶺南學院文學與翻譯研究中心）
- 2000年代
  - 「香港口琴與音樂藝術教育：香港口琴家梁日昭傳奇」（香港中央圖書館）
  - 「菲律賓音樂人對香港流行音樂的影響（页面存档备份，存于）」（香港大學亞洲研究中心）
  - 真音樂：黃霑訪問（页面存档备份，存于）
  - 黃霑在南方都市報的專欄《娛樂大手筆》（页面存档备份，存于）

### 作品資料搜尋器
- CASH登記音樂作品搜尋引擎（页面存档备份，存于）
- 臺灣流行音樂數位資料庫（页面存档备份，存于）
- 香港電影資料館（康文署）網上目錄（页面存档备份，存于）